# Wolfhalden
Wolfhalden ist eine politische Gemeinde im Vorderland des Kantons Appenzell Ausserrhoden in der Schweiz.

Ansicht von Wolfhalden mit Kirche, im Hintergrund der Bodensee, 1912

Historisches Luftbild aus 900 m von Walter Mittelholzer (1927)

## Geographie
Die Gemeinde Wolfhalden befindet sich im Appenzeller Vorderland zwischen Heiden AR und Walzenhausen, 300 m über dem Bodensee. Der tiefste Punkt der Gemeinde ist die Tobelmüli auf 448 m, der höchste Punkt befindet sich hinter dem Guggenbühl an der Grenze zu Heiden auf 921 m. Die Gemeinde gliedert sich in verschiedene Weiler, die teilweise weit auseinanderliegen. Das Gemeindegebiet trennt in der Mitte das markante Klusbachtobel.
Wolfhalden hat eine Gesamtfläche von 696 Hektaren. Davon sind 95 Hektaren bewohnte, 379 Hektaren landwirtschaftliche und 220 Hektaren bestockte Flächen, also Wälder und Gehölze. Die restlichen zwei Hektaren gelten als unproduktive Flächen.

## Geschichte
Die Höfe Hasli und Sonder sind bereits 1225 bezeugt. Das Gebiet von Wolfhalden gehörte im 13. und 14. Jahrhundert zur Rhode Trogen und war mit dem restlichen Kurzenberg kirchgenössig zum bischöflich-konstanzischen Hof Thal und zur Vogtei Rheineck. Im Alten Zürichkrieg kam es am 11. Juni 1445 zur Schlacht bei Wolfhalden, in der die Appenzeller Habsburg Österreich besiegten. In der Schilderung des Gefechts in der Chronik von Hans Fründ wurde der Ortsname Wolfhalden 1445 das erste Mal genannt. Es gibt aber keine Hinweise darauf, dass damals schon eine Siedlung bestand.
Nach den Appenzellerkriegen von 1401 bis 1429 bildete Wolfhalden zusammen mit Lutzenberg und Heiden die Gemeinde Kurzenberg. Kirchlich zählte der Kurzenberg bis 1652 zur Pfarrei Thal (SG), mit der um 1529 der Übertritt zur Reformation vollzogen wurde. Weil den Kurzenbergern der Weg in die Kirche nach Thal zu lang war und sich die Reformierten in der paritätisch genutzten Kirche benachteiligt fühlten, beschloss man den Bau einer eigenen Kirche. Über den Standort entbrannte ein Streit mit Heiden. Der Grosse Rat gab 1651 dem Standort Heiden den Vorzug, gleichzeitig stiftete der wohlhabende Bürger Johannes Bänziger Geld für eine Kirche in Wolfhalden. Dies führte schliesslich dazu, dass 1652 im Abstand von nur einer Woche sowohl in Heiden als auch in Wolfhalden je ein Kirchenneubau eingeweiht wurde.
1658 erhielt Wolfhalden das Recht, eigene Hauptleute und Räte zu wählen. Die Gemeinde wurde somit politisch selbständig. Die Aufteilung der gemeinsam genutzten Kurzenberger Allmend und damit die Festlegung der Gemeindegrenzen zwischen Heiden, Lutzenberg und Wolfhalden erfolgte erst 1771 bis 1772.

### 18. Jahrhundert

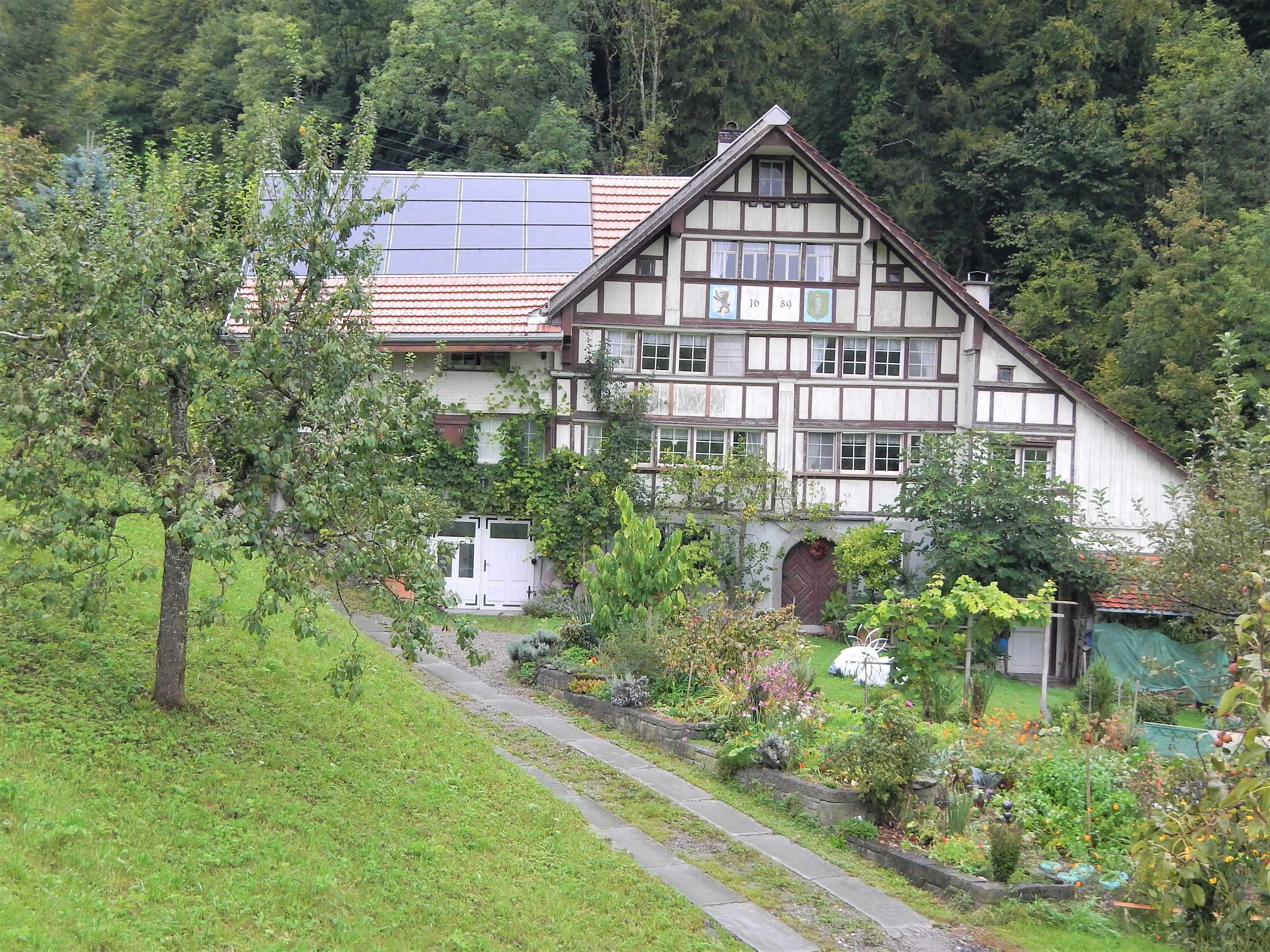
Die Bodenmühle steht auf der Liste der schützenswerten Kulturgüter

In den Jahren 1770 und 1771 litt das Appenzellerland unter einer Hungersnot, die durch schlechte Ernten in den vorigen Jahren und hohe Lebensmittelpreise ausgelöst worden war. In Wolfhalden war die Not besonders schlimm. Das Verzeichnis der Geborenen und Verstorbenen verzeichnete im Jahr 1771 in Wolfhalden insgesamt 32 Geburten gegenüber 278 Todesfällen.
Wolfhalden wies im 18. Jahrhundert sieben Kornmühlen sowie von 1784 bis 1843 eine Pulvermühle auf. Diese Pulvermühle war die einzige im ganzen Land. Sie produzierte Schiess- und Sprengpulver. Es wird vermutet, dass vorhin an dieser Stelle eine Salpetersiederei betrieben worden war. Die Anlage in Hinterlochen explodierte während ihres Bestehens neunmal. Nach der zweiten Explosion wehrten sich die Leute der Umgebung gegen den Wiederaufbau, weshalb der Besitzer Christian Tobler die neue Mühle etwas weiter aufwärts wieder aufbauen liess. Hans Konrad Tobler übernahm die Pulvermühle mit seiner Familie. 1842 explodierte die Mühle ein weiteres Mal, und sein Sohn kam dabei ums Leben. Ein Jahr später wiederholte sich das Unglück, diesmal starb jedoch Hans Konrad Tobler selbst, und die Mühle brannte komplett nieder.

### 19. Jahrhundert
Eine weitere Hungersnot 1816 traf die Ostschweiz stark, darunter auch Wolfhalden. Ein schlechter Sommer löste die Not aus, und viele Menschen starben. Zum Hunger kamen 1817 auch Seuchen und Krankheiten hinzu. Als die Armenkasse fast leer war, vermachte der Müllermeister Hans Heinrich Zürcher-Niederer der Gemeinde 1000 Gulden, woraufhin die Hungersnot stark nachliess.
1827 wurde das Gasthaus zum Friedberg erbaut. Zu Beginn diente es als Wohnhaus. 1836 wurde das Haus in eine Knabenerziehungsanstalt umgewandelt. Nach dem Tod des damaligen Besitzers kaufte der Arzt Karl Zürcher das Haus und wandelte es in das Kurhaus Friedberg um. Das Gasthaus war lange der einzige Ort in Wolfhalden, an dem Kurgäste unterkamen. Ab 1894 förderte dann ein neu gegründeter Kurverein den Fremdenverkehr, zahlreiche Wirtschaften und Pensionen empfingen Gäste. Der Ausbruch des Ersten Weltkriegs 1914 setzte dem Tourismus ein vorläufiges Ende.
Der Bau der Mittellandstrasse in den Jahren 1856 bis 1859 von Teufen über Trogen, Wald, Heiden und Wolfhalden nach Rheineck führte dazu, dass sich der bisherige lockere Weiler um die Kirche Wolfhalden mehr und mehr zu einem Strassendorf entwickelte. Für die Mittellandstrasse wurde die gedeckte Holzbrücke von 1666 über den Klusbach durch eine massive Steinbrücke ersetzt. Sie wurde vom Baumeister Johann Konrad Bischofberger aus Heiden gebaut und zählte damals zu den grössten Kunstbauten der Gegend. Mit der neuen Strasse erlebte Wolfhalden einen Wirtschaftsaufschwung: So wurde u. a. eine Sparkasse gegründet, die Lesegesellschaft Dorf ins Leben gerufen, ein neues Dorfschulhaus mit Post erbaut und die Kirche mit einer Orgel ausgestattet. Ein wichtiger Treiber dieses Wohlstands war die Textilindustrie.

### 20. Jahrhundert
1903 gab es in Ausserrhoden erst fünf Autos. Dennoch bildete sich in Heiden ein Komitee, das Autokurse auf der Strecke Rheineck–Wolfhalden–Heiden–Trogen einführen wollte. Ab 1906 verkehrten anstelle der alten Postkutsche regelmässige Omnibusse von Heiden nach Rheineck. Da die Mittellandstrasse von den gekerbten Eisenrändern arg in Mitleidenschaft gezogen wurde, musste man 1912 in Vollgummireifen investieren. Auch ein Sprengwagen musste angeschafft werden, um der enormen Staubentwicklung zu begegnen.

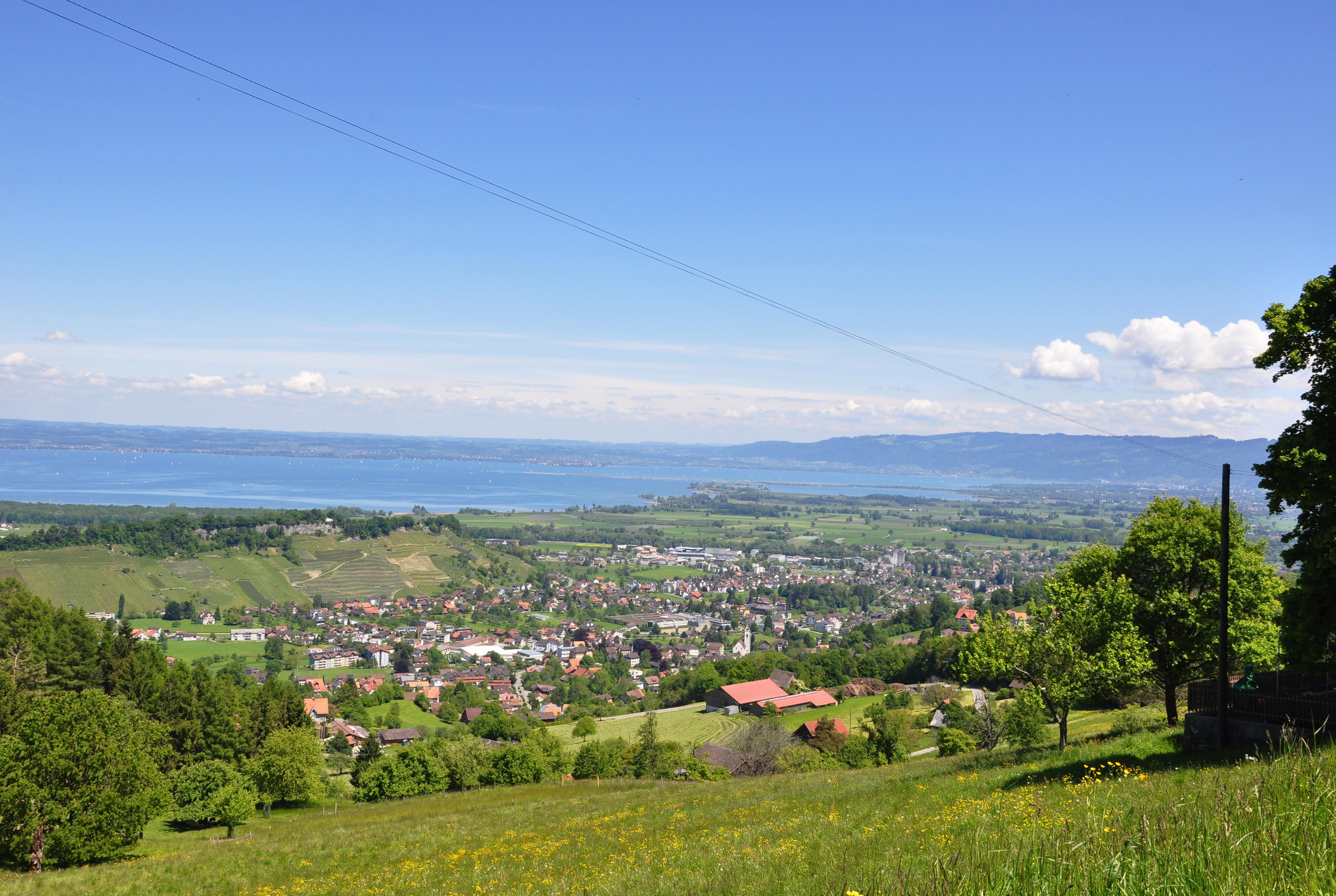
Blick von Wolfhalden Richtung Bodensee

Wolfhalden liegt an einem Abhang in der nordöstlichen Ecke der Schweiz, mit Blick auf den Bodensee, Deutschland und Vorarlberg. Das war in den beiden Weltkriegen eine Gefahr. Bereits im Ersten Weltkrieg wurden Bürgerwehren aufgebaut und die Feuerwehr verstärkt. Die Kriegszeit war zudem krisenhaft, weil Familien von Wehrmännern ohne Versorgung dastanden, weil es an Lebensmitteln mangelte, Inflation herrschte und die Stickerei im Niedergang war. Die Seidenweber hatten zwar noch Arbeit, wurden aber schlecht bezahlt. 1918 wütete auch noch die Spanische Grippe. Die Armenpflege im Bürgerheim kostete Unsummen, für einen geplanten Erweiterungsbau fehlten die Mittel. Im Zweiten Weltkrieg war Besitzern von mehr als 20 Aren Land das Pflanzen von Kartoffeln oder Getreide vorgeschrieben. Von Wolfhalden aus waren die Bombardierungen der deutschen Bodenseestädte zu beobachten. Umso mehr war die Friedensfeier vom 8. Mai 1945 eine grosse Erleichterung.
In der Nachkriegszeit wurde die Heimweberei in den Bauernbetrieben immer mehr abgelöst von Fabriken. Die Gemeinde Wolfhalden förderte diese Industrialisierung, es entstanden Fabrikbauten in Zentrumslagen. Die Mechanisierung der Landwirtschaft ermöglichte grössere Betriebe, viele Kleinlandwirte gaben auf. Die Motorisierung führte auch dazu, dass Wolfhalden zu einer Wohngemeinde wurde für Menschen mit auswärtigem Arbeitsplatz. Zur Wohnbauförderung wurde 1966 die Genossenschaft Pro Wolfhalden gegründet. Als diese für eine Überbauung das Gasthaus Gemsli in der Zelg abbrechen wollte, schritt der Heimatschutz ein. In der Folge erhielt Wolfhalden erstmals eine Ortsplanung, die die Bautätigkeit regelt.
Trotzdem sorgte ein Bauprojekt 2002 noch einmal für internationale Aufmerksamkeit für Wolfhalden: Der Formel-1-Weltmeister Michael Schumacher wollte sich im Guggenbühl niederlassen und dort eine Villa mit Schwimmbad und Pferdezucht erstellen. Das Projekt spaltete das Dorf: Die einen freuten sich auf den prominenten Zuzüger, die anderen lehnten die bevorzugte Behandlung ab. Die Stiftung Landschaftsschutz, Pro Natura und private Personen erhoben Einsprache. Das Bundesamt für Raumentwicklung stellte fest, dass eine Bewilligung für das Projekt in der Landwirtschaftszone aussichtslos sei. Darauf zog Michael Schumacher sich zurück.

### Bevölkerung
| Bevölkerungsentwicklung | Bevölkerungsentwicklung | Bevölkerungsentwicklung | Bevölkerungsentwicklung | Bevölkerungsentwicklung | Bevölkerungsentwicklung | Bevölkerungsentwicklung | Bevölkerungsentwicklung | Bevölkerungsentwicklung | Bevölkerungsentwicklung | Bevölkerungsentwicklung | Bevölkerungsentwicklung | Bevölkerungsentwicklung | Bevölkerungsentwicklung | Bevölkerungsentwicklung |
| ----------------------- | ----------------------- | ----------------------- | ----------------------- | ----------------------- | ----------------------- | ----------------------- | ----------------------- | ----------------------- | ----------------------- | ----------------------- | ----------------------- | ----------------------- | ----------------------- | ----------------------- |
| Jahr                    | 1667                    | 1813                    | 1850                    | 1870                    | 1888                    | 1900                    | 1920                    | 1941                    | 1960                    | 1980                    | 2000                    | 2010                    | 2020                    | 2022                    |
| Einwohner               | 1215                    | 1996                    | 2212                    | 2404                    | 2623                    | 2786                    | 2659                    | 2159                    | 2023                    | 1632                    | 1689                    | 1710                    | 1873                    | 1866                    |

## Politik
Gino Pauletti ist der aktuelle Gemeindepräsident der Gemeinde Wolfhalden (Stand Juli 2023). Wolfhalden verfügt über einen siebenköpfigen Gemeinderat, der unter der Leitung des Gemeindepräsidenten steht. Der Rat wird für eine vierjährige Amtszeit von den Stimmbürgerinnen und Stimmbürgern im Majorzverfahren bestimmt. Der Gemeinderat ist ein politisches Organ der Exekutive und kümmert sich im Rahmen seiner Kompetenzen um die laufenden Geschäfte der Gemeinde. Es gibt auf Gemeindeebene keine begrenzte Anzahl Amtszeiten. Die aktuelle Zusammensetzung des Gemeinderats ist auf der Webseite der Gemeinde ersichtlich.
Aufgrund der Einwohnerzahl hat Wolfhalden im Kantonsrat in Herisau, der Legislative des Kantons, zwei Sitze. Die Personen werden im Majorzverfahren von den Stimmbürgerinnen und Stimmbürgern für eine Amtszeit von vier Jahren gewählt. Die Kantonsrätinnen und Kantonsräte vertreten die Interessen der Gemeinde auf kantonaler Ebene. Die aktuellen Vertretungen aller Gemeinden sind auf der Webseite des Kantonsrats verzeichnet.

## Wirtschaft
Ackerbau, Viehwirtschaft, Weinbau und Textilgewerbe waren von der Gründung der Gemeinde an die Haupterwerbszweige. Acker- und Weinbau verschwanden nach 1945. Die Bedeutung der Viehzucht zeigt sich an den diversen landwirtschaftlichen Organisationen: Schon 1861 wurde die Viehversicherungsgesellschaft gegründet, 1898 der Landwirtschaftliche Verein. 1905 kaufte die Alp- und Landwirtschaftliche Genossenschaft die Schüssenalp oberhalb von Urnäsch, um das Vieh zu sömmern. Seit 1907 besteht ebenfalls eine Viehzuchtgemeinschaft.

### Unternehmen

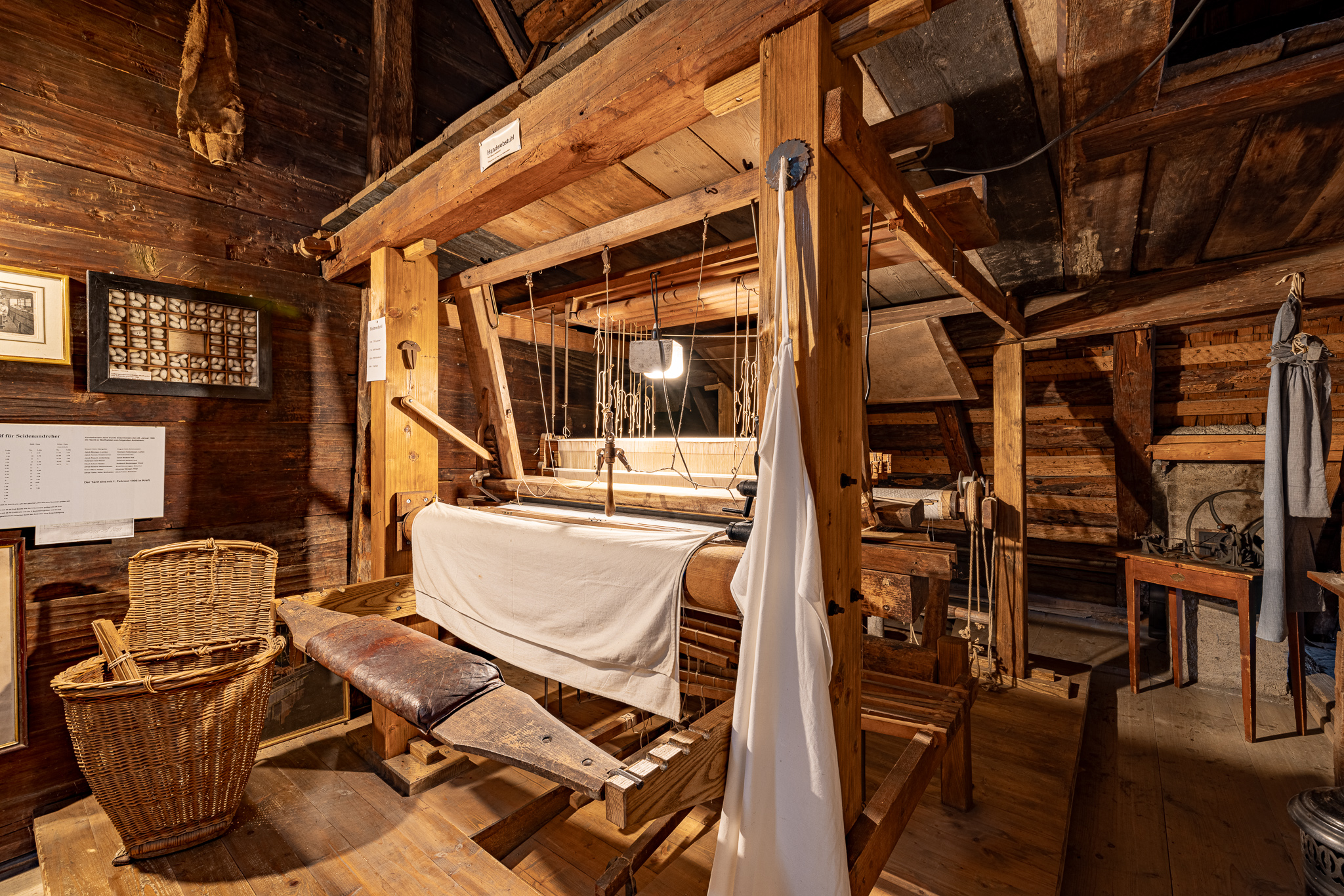
Seidenwebstuhl im Museum Wolfhalden

Nach der Helvetik kam die Mousselineweberei nach Wolfhalden und wurde zum neuen Haupterwerbszweig der Weber. Kinder waren dazu verpflichtet mitzuarbeiten. Versuchen zur Seidenraupenzucht in den 1830er- und 1840er-Jahren war kein nachhaltiger Erfolg beschieden. Besonders gut etablierte sich in Wolfhäldler Kellern die ab 1831 eingeführte Seidenbeuteltuchweberei in Heimarbeit. Beuteltücher werden zum Sieben des Mehls in Mühlen verwendet (vgl. Beutelgang). Im Jahr 1890 liessen neun Firmen in Wolfhalden weben. Sieben davon schlossen sich zwischen 1907 und 1912 zur Schweizerischen Seidengazefabrik – ab 1995 unter dem Firmennamen Sefar – zusammen. Diese stellte 1930 auf mechanische Webstühle um. 1941 waren 342 von 885 Berufstätigen in Wolfhalden Seidenweber. Die heimindustriellen Seidenweber verschwanden in den 1950er- und 1960er-Jahren. Dafür entstand zwischen 1960 und 1964 eine grosse mechanische Anlage. Die Sefar hat Ende 2022 angekündigt, den Standort Wolfhalden in den kommenden zwei Jahren zu schliessen.
Die HWB - Das Gürteldesign. AG ist eine weitere Firma, die ihren Sitz in Wolfhalden hat. 1941 gründete das Paar Hermann und Marie Weiss-Buob die Hermann Weiss Buob AG. Damals beschäftigte sich das Unternehmen mit Überziehen von Knöpfen mit Stoff und mit der Herstellung von Kunststoffgürteln. 1977 trat die Tochter Astrid in den Betrieb ein, und ab diesem Zeitpunkt wurden Ledergürtel produziert. Zum neuen Angebot gehörten ab 1988 auch Hosenträger. Heute steht die Firma unter der Leitung der Enkelin des Gründerpaares. Die HWB AG stellt ihre qualitativ hochwertigen Lederwaren zu 80 Prozent im vorderländischen Betrieb her.
Ein weiterer grosser Arbeitgeber in Wolfhalden ist die G. Bopp + CO AG. Die Firma wurde 1881 in Hallau (SH) gegründet. 1956 eröffnete die Niederlassungsstelle in Wolfhalden. Damals stand die Herstellung hochwertiger Siebe und Gitter im Fokus. Mit diesem Produktsortiment ergatterte sich das Unternehmen schnell eine Spitzenposition auf dem Weltmarkt. 1928 wurde der Hauptsitz nach Zürich verlegt, wo er sich noch heute befindet. In Wolfhalden werden Gewebe hergestellt, deren Drähte dünner als ein menschliches Haar sind. Solche Drähte befinden sich unter anderem in Smartphones.
Von 1890 bis 1914 profitierte Wolfhalden von einem beachtlichen Fremdenverkehr. In den 1960er-Jahren stieg das lokale Arbeitsangebot stark an. Haupterwerbszweige sind seither Herstellung von Präzisionsgeweben, Kunststoffverarbeitung, Handwerk- und Dienstleistungsbetriebe sowie die Landwirtschaft. 2005 stellte der erste Sektor 10 Prozent, der zweite Sektor gut 61 Prozent der Arbeitsplätze in der Gemeinde.
Heute sind in Wolfhalden rund 60 Betriebe eingetragen, darunter die Carbone GmbH und die Silikonspritzerei Silcoplast AG.

### Medien
Die Gemeinde Wolfhalden gibt monatlich den Wolfsblick heraus, in dem Informationen aus der Gemeinde, von sozialen und kirchlichen Institutionen, aus der Schule und dem Vereinsleben veröffentlicht werden.
In den Jahren der Diskussion um die Revision der Kantonsverfassung (1830 bis 1834) wurden in Wolfhalden gleich mehrere Zeitungen gegründet: 1833 Der Hochwächter am Säntis von Johann Jakob Hohl und später Leonhard Hohl, 1839 der Appenzeller Vaterlandsfreund von Michael Hohl und 1846 die Kurzenberger Zeitung von Johannes Hohl. Sie verbreiteten gezielt liberales Gedankengut. Alle drei Zeitungen stellten nach wenigen Jahren ihre Publikation wieder ein.

### Bildung
Ab der Reformation entstanden in Wolfhalden die ersten Schulen. Es waren sogenannte «Lohnschulen». Die Lehrer, meist Pfarrer, wurden von den Eltern der Lernenden wöchentlich bezahlt. Im Dorf gab es um 1650 bereits ein erstes Schulhaus. Besser dokumentiert ist das zweite Dorfschulhaus von 1843, weil dafür der Friedhof verlegt werden musste und damit ein eigentliches Dorfzentrum entstand. Die Schulen im weiten Gemeindegebiet waren jedoch bis Mitte des 19. Jahrhunderts Sache der Schulrhoden. So entstanden im Hasli, in der Lippenrüti, im Bühli und im Sonder nach und nach eigene Schulhäuser.
Heute ist die Schule in Wolfhalden auf fünf Standorte verteilt: Kindergärten gibt es im Dorf und im Zelg, im Schulhaus Zelg wird Unterstufe unterrichtet, im Schulhaus Friedberg Mittelstufe. Die Sekundarschule Wolfhalden/Grub ist im Oberstufenschulhaus im Dorf untergebracht. Für Kinder aus entfernten Ortsteilen gibt es einen Schulbus. Wolfhalden ist der Musikschule Appenzeller Vorderland angeschlossen. Im Dorf gibt es auch eine Schul- und Gemeindebibliothek.
Die einzige weiterführende Schule des Kantons Appenzell Ausserrhoden ist die Kantonsschule in Trogen. Dort befindet sich auch die Fachmittel- und Wirtschaftsmittelschule. Letztere wird seit dem Sommer 2022 nicht mehr angeboten.

### Soziale Institutionen
Im Jahr 1808 überlegten sich die Gemeindevorsteher, wie den Armen in der Gemeinde am besten zu helfen wäre. Ein erstes Armen- und Waisenhaus wurde gebaut, Jakob Lutz zum ersten Waisenhausvater ernannt. Im April 1808 zogen die ersten Aufgenommenen ein. Allerdings mangelte es der Institution bereits zu Beginn an finanziellen Grundlagen. Es wurden Wochengelder von den Bewohnern verlangt: von Kindern ein halber Gulden, von Erwachsenen ein ganzer. Während der Hungersnot von 1817 kam es zum Zusammenbruch der Institution, die Insassen wurden verdingt. Erst 1866 wurden im Wünschbach zwei neue Häuser eingeweiht: Ein Armenhaus und ein separates Waisenhaus. Die Häuser im Wünschbach wurden zuletzt noch als Altersheim genutzt, dieses wurde aber 2010 geschlossen. Ab 1850 kümmerten sich der freiwillige Armenverein, ab 1864 auch der Frauenverein Wolfhalden um die Bedürftigen im Dorf. Der Frauenverein nähte und strickte und verteilte Sachspenden und Nahrungsmittel an notleidende Personen. Ebenfalls betreibt er eine Brockenstube.
2004 gründeten Urs und Heidi Schoch das Jugendheim Sternen. Es hiess «Seefahrerheim», weil es zunächst vor allem Jugendliche aufnahm, die von einem Segelschiff für schwer Erziehbare in die Schweiz zurückkehrten. Auch im Internat in der Villa Ilg in Wolfhalden stand die Erlebnispädagogik im Vordergrund, es gab aber auch Angebote für Lehren oder Anlehren. Das Seefahrerheim gehörte zur Sternen AG, einer Stiftung aus dem Bernbiet. Mit der Pensionierung des Ehepaars Schoch 2018 gab die Stiftung den Standort Wolfhalden auf. Die Villa Ilg wurde verkauft und in ein Wohnhaus umgebaut.

## Kultur und Freizeit

### Museum

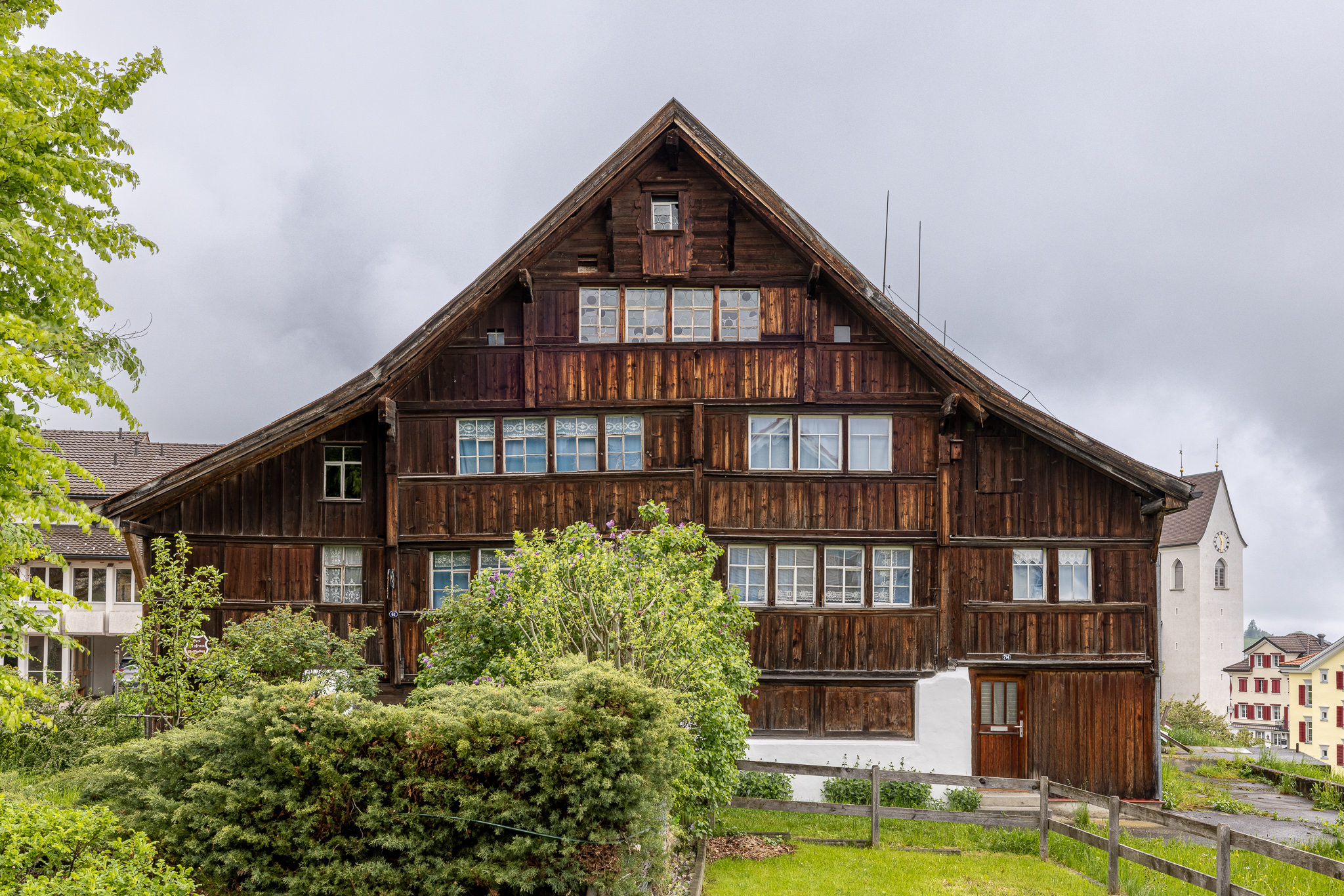
Das Museum befindet sich in der alten Krone

Im ehemaligen Weber- und Wirtshaus zur «alten Krone» befindet sich das Museum Wolfhalden. Im Haus aus dem 17. Jahrhundert sind mehrere Hundert Objekte ausgestellt, welche die Wohn- und Arbeitsverhältnisse zwischen 1650 und 1950 zeigen. Hervorzuheben sind dabei die Ausstellungsstücke zur ehemaligen Seidenweberei. Das Museum ist jeweils von Mai bis Oktober jeden Sonntag. Es wird von einem Verein getragen.

### Lesegesellschaften
1853 wurde die erste Lesegesellschaft Dorf gegründet, es folgten Aussertobel, Hasli und Tanne. Von den vier Lesegesellschaften sind drei heute noch aktiv, Dorf hat sich 2012 aufgelöst. Die Lesegesellschaften trugen mit Vorträgen, Vorlesen und einer zirkulierenden Lesemappe zur Bildung der Mitglieder bei. Die Themen waren breit gefasst, von der Landwirtschaft bis zu Reiseberichten aus fernen Ländern. Die Lesegesellschaften organisierten auch den gemeinsamen Einkauf, etwa von Düngemitteln. Sie pflegten das gesellige Beisammensein beim Jass oder auf Ausflügen. Und sie waren politisch aktiv: So setzten sie sich zum Beispiel für die elektrische Erschliessung, die Sanierung von Strassen oder eine eigene Poststelle ein.

### Literatur

Der Sprachforscher Titus Tobler

### Theater
In Wolfhalden gibt es einen Laientheater-Verein. Er wurde 2009 gegründet mit dem Ziel, pro Jahr eine Komödie aufzuführen. Gespielt wird im Kronensaal. Aktuell sind gut 10 Personen im Verein aktiv.

### Musik
Seit über 15 Jahren findet in Wolfhalden das Rock the Wolves-Openair statt, jeweils im Juni bei freiem Eintritt.
Früh gab es in Wolfhalden Musikgesellschaften. Die Pfeifen, die in den Militärmusiken gespielt wurden, waren auch in Wolfhalden bekannt. Zum Teil wurden sie selbst dort angefertigt. Aus Haselnussstauden konnten die Instrumente auf einfache Art und Weise gebaut werden. Professionelle Instrumentenbauer gab es in der ausserrhodischen Gemeinde auch. Einer von ihnen war der Ratsherr Bartholome Lutz. Er fertigte hölzerne und blecherne Instrumente an und verkaufte diese auch. Ab 1867 entstand in der Gemeinde eine Blechmusik. Die traditionsreiche Musikgesellschaft Wolfhalden hat sich 2012 aus Mangel an Mitgliedern aufgelöst. Es gibt die Guggemusig Wolfs-Hüüler, die 1994 gegründet wurde und ungefähr 40 Mitglieder zählt.

### Bauwerke

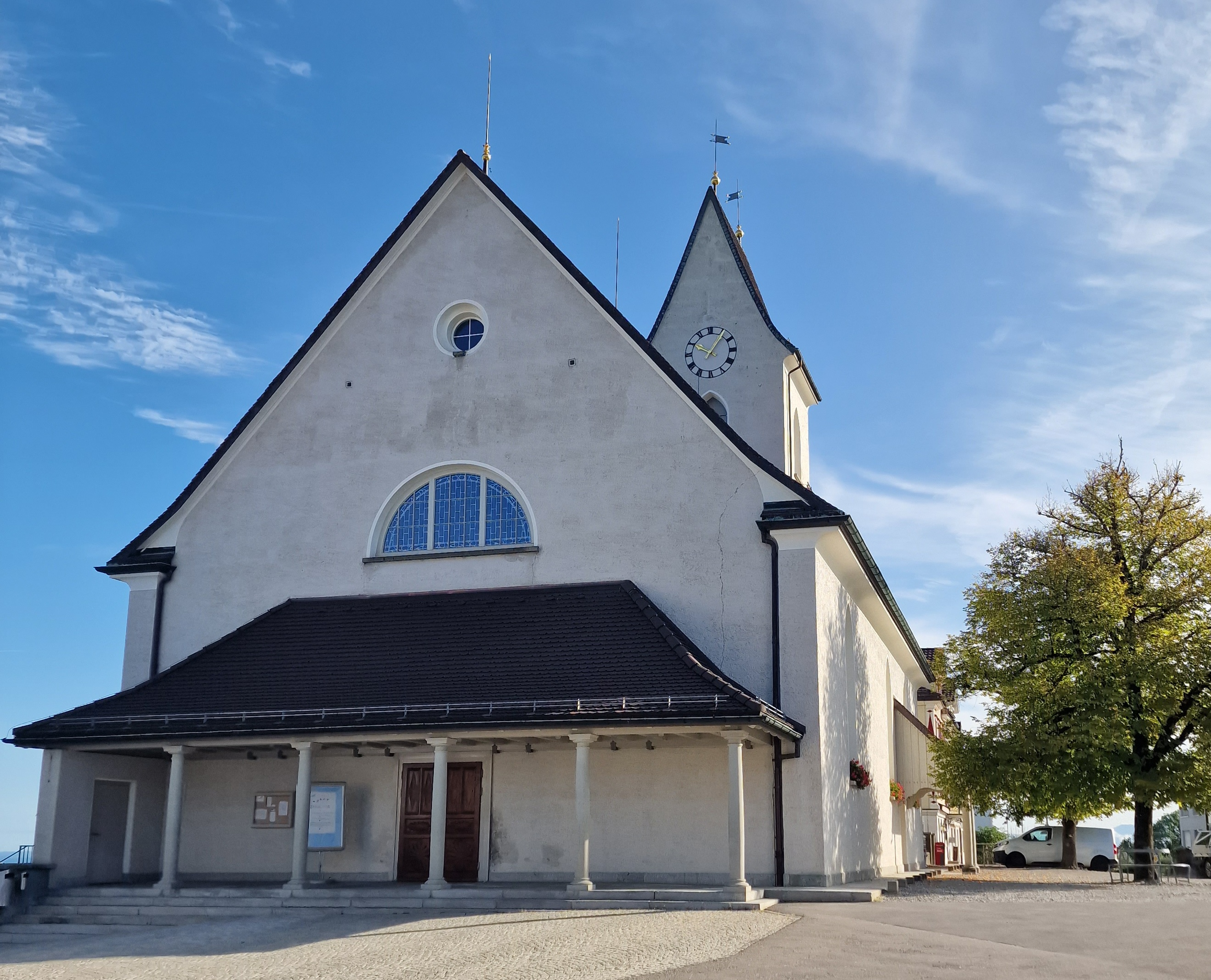
Reformierte Kirche

Im geschützten kommunalen Dorfkern Wolfhaldens liegen die reformierte Kirche, das Ortsmuseum Wolfhalden und das ehemalige Pfarrhaus Wolfhalden.
Die reformierte Kirche wurde 1852 von Hans Singer aus dem Lechtal erbaut. Es handelt sich um den Typ «protestantische Normalkirche» mit einem rechteckigen grossen Innenraum, der kaum merklich in Chor und Schiff unterteilt ist. Der angebaute Turm hat ein für Ausserrhoden unübliches «Käsbissen»-Dach. Die Kirche wurde mehrfach renoviert, aber in ihrer Gestalt kaum verändert. 1887 bauten die Gebrüder Klingler, Rorschach, eine Orgel mit neugotischem Prospekt ein. Diese wurde 1975 erweitert.
Die Mühle am Gstaldenbach wurde in den 1870er-Jahren von Hans Heinrich Zürcher erbaut. Das Haus war aussen zurückhaltend grau gestrichen. Im Innern gibt es reich bemalte Wände mit Sinnsprüchen und Malereien in einem Übergangsstil vom Rokoko zum Louis-XVI mit Szenen aus dem Alten und dem Neuen Testament. Zur Ausstattung gehören wertvolle Nussbaummöbel und ein Tafelparkettboden. Seit 1984 kümmert sich der Verein Pro Alte Mühle Wolfhalden um das Haus. Er setzt es nach und nach instand und vermietet es für Vereinsversammlungen und Gesellschaftsanlässe.

### Sport
Ein erster Turnverein in Wolfhalden wurde unter dem Namen Turnverein Sonder 1881 gegründet. Ein weiterer Turnverein wurde 1886 ins Leben gerufen und besteht bis heute. 14 Männer waren die ersten Gründungsmitglieder. 1916 wurde ein Referat von Lehrer Martin Adank gehalten, in dem er Frauen ermutigte, Sport zu treiben. Nach dem Referat meldeten sich 26 Frauen im neuen Turnverein an. Auch heute bestehen die zwei Turnvereine noch. An diese zwei Riegen haben sich eine Gymnastikgruppe, eine Jugendgruppe und ein Volleyballteam angeschlossen.
1809 forderten die beiden Schützenmeister Zürcher und Tobler, ein Schützenhaus zu bauen. Die 30 Mitglieder waren an traditionellen Hochzeitsschiessen, an Freischiessen und an Vereinswettschiessen beteiligt. Der heutige Sportschützenverein ist in Au SG untergebracht. In Dorf und Tanne gibt es je einen Zimmerschützenverein. Das Zimmerschützen ist eine Ausserrhoder Spezialität: Geschossen wird stehend in einem Saal.
Ernst Schläpfer ist ein erfolgreicher Schwinger, der in Wolfhalden aufgewachsen ist. 1980 und 1983 gewann er das Eidgenössische Schwingfest und wurde zum Schwingerkönig ernannt.

### Naherholung
Von Heiden über Wolfhalden nach Walzenhausen führt der Witzweg. Er geht auf eine Initiative von Peter Eggenberger zurück und wurde 1993 eröffnet. Entlang dem 8,5 Kilometer langen Wanderweg sind Tafeln mit Witzen aufgestellt. Der Appenzeller Witz ist auf der Liste der «Lebendigen Traditionen der Schweiz» aufgeführt.
Appenzeller Friedens-Stationen ist ein weiterer Themenweg. Auch er führt von Heiden über Wolfhalden nach Walzenhausen und ist gut 11 Kilometer lang. Die Stationen am Weg thematisieren humanitäre Lebenswerke von bedeutenden Schweizern mit einem Bezug zum Appenzeller Vorderland. Unter ihnen sind Carl Lutz, Gertrud Kurz, Catharina Sturzenegger und Henri Dunant. Die Friedens-Stationen werden von einem Verein betreut, der auf seiner Website auch Materialien zu den Persönlichkeiten bereitstellt.

## Persönlichkeiten
- Jakob Bänziger-Zürcher (1775–1842), Fabrikant und Politiker
- Karl Binde (1891–1987), Einsiedler in Hinterlochen[45]
- Hugo Buff (1908–1966), Journalist und Politiker
- Jennifer Hohl (* 1986), Radrennfahrerin
- Johannes Hohl (1813–1878), Kantonspolizeidirektor, Kantonsrat, Landammann, Nationalrat, Ständerat
- Reinhard Hohl-Tobler (1841–1930), Textilunternehmer, Gemeindepräsident, Kantonsrat, Regierungsrat
- Elmar Hürlimann (1929–1992), Elektrowickler, Gerichtspräsident[46]
- Verena Kast (* 1943), Professorin für Psychologie, Dozentin und Lehranalytikerin am C.G. Jung-Institut
- Walter Kast-Tobler (1907–1989), Gemeinderichter, Gemeinderat, Oberrichter, Kantonsrat[47]
- Rolf Kellenberger-Giger (1945–2017), Wildhüter[48]
- Werner Lutz (1930–2016), Lyriker, Maler und Grafiker
- Walter Rotach (1872–1928), Pädagoge, Schriftsteller und Mundartdichter
- Ernst Schläpfer (* 1955), Schwinger
- Catharina Sturzenegger (1854–1929), Posthalterin in Wolfhalden, Journalistin
- Johann Jakob Tanner (1865–1939), Jurist und Politiker
- Johann Georg Gustav Tobler (1769–1843), Theologe und Lehrer
- Titus Tobler (1806–1877), Arzt, Dialektforscher, Palästinaforscher
- Emil Waldburger-Riklin (1923–2019), Gemeinderat, Kantonsrat, Obmann des Heimatschutz Appenzell Ausserrhoden[49]
- Gabriel Walser (1695–1776), reformierter Pfarrer, Historiker und Geograph
- Johann Jakob Walser (1789–1855), reformierter Pfarrer, Förderer des Schulwesens
- Fritz Zürcher (1845–1920), Textilunternehmer und Politiker

### Ehrenbürger
- 2019: Peter Eggenberger (1939–2025), Autor und Journalist
- 2019: Ernst Züst (Ortsmuseum Wolfhalden)

## Bilder

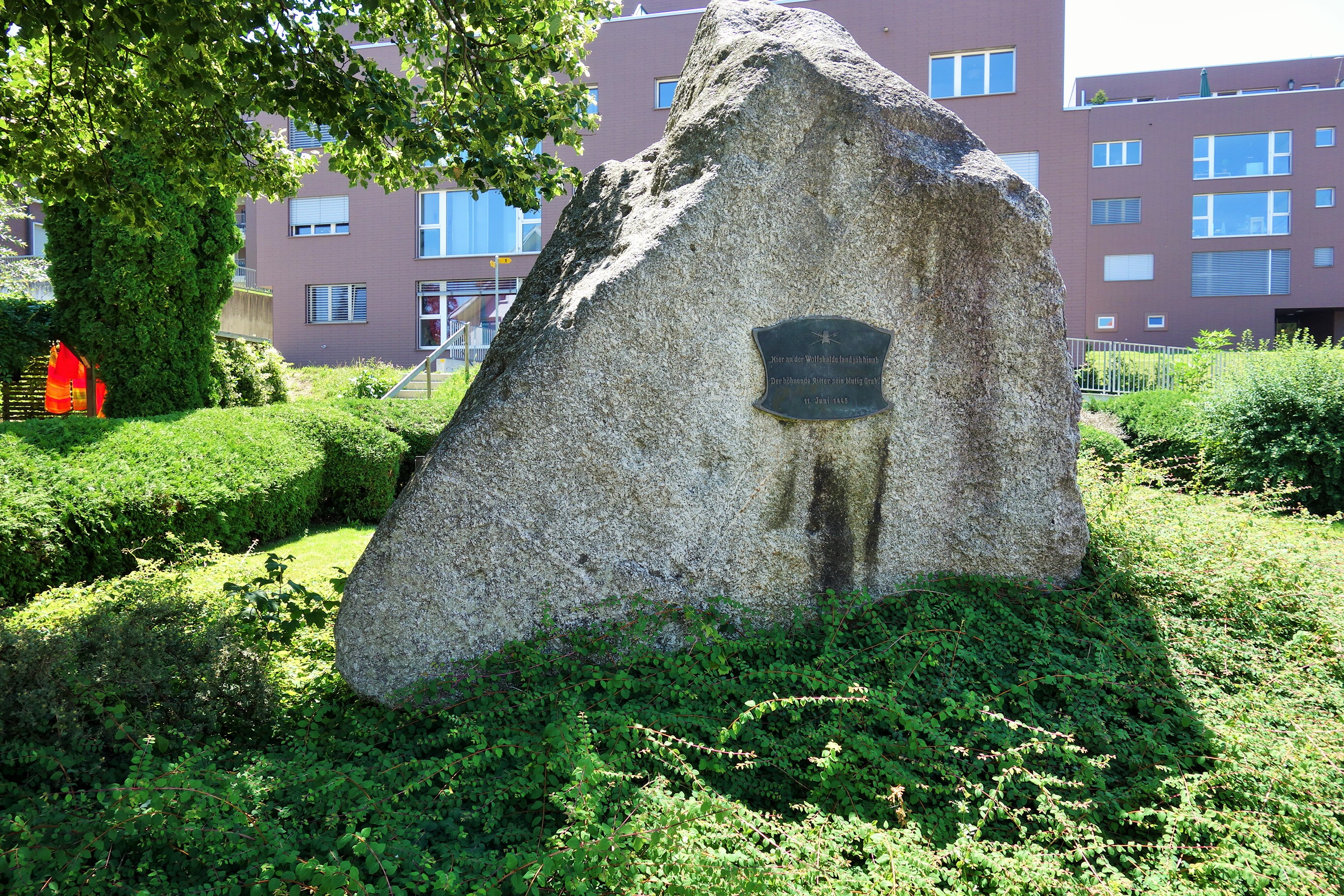
Denkmal für die Schlacht bei Wolfhalden 1445
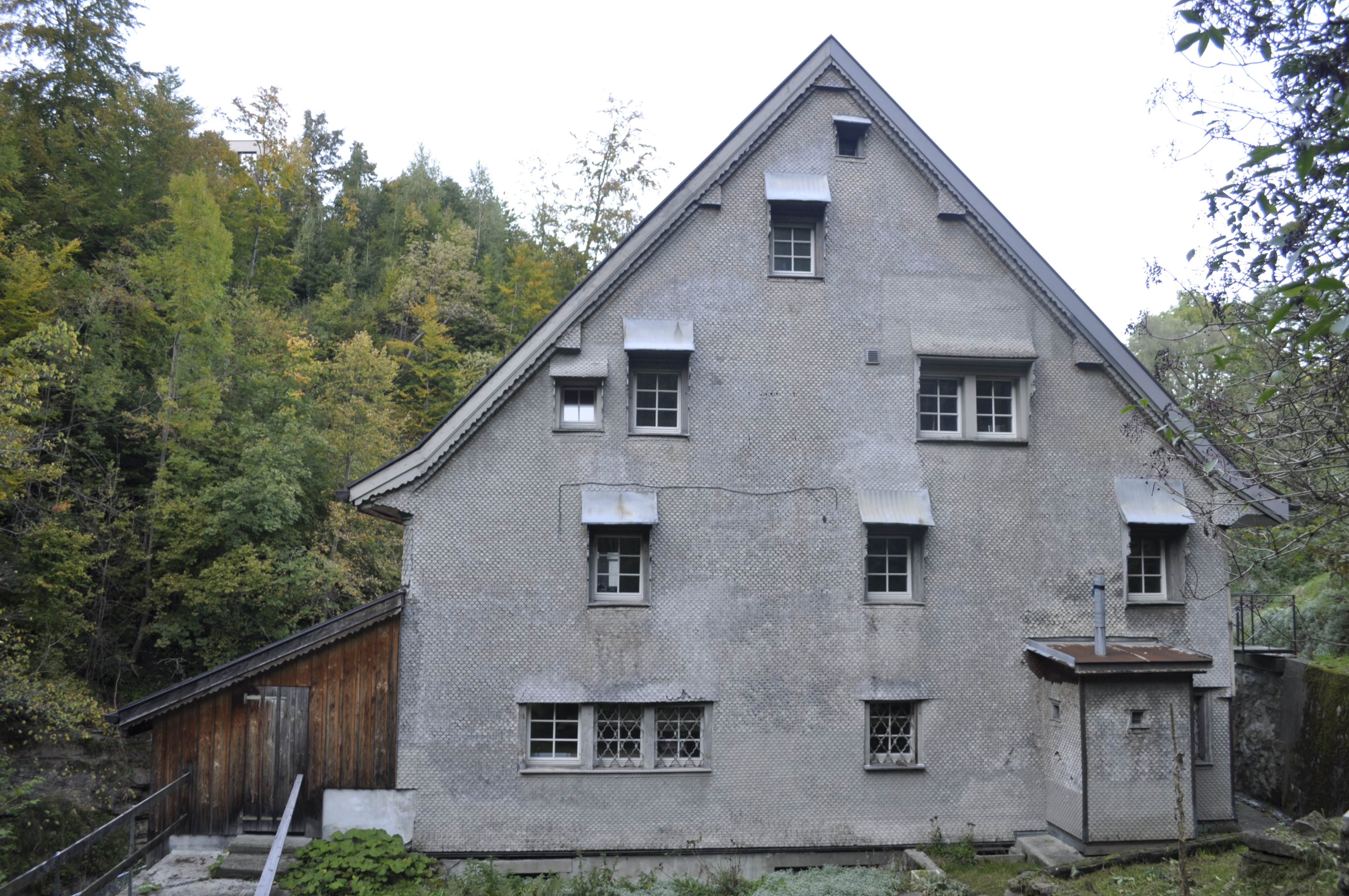
Die alte Mühle am Gstaldenbach vor der Renovation
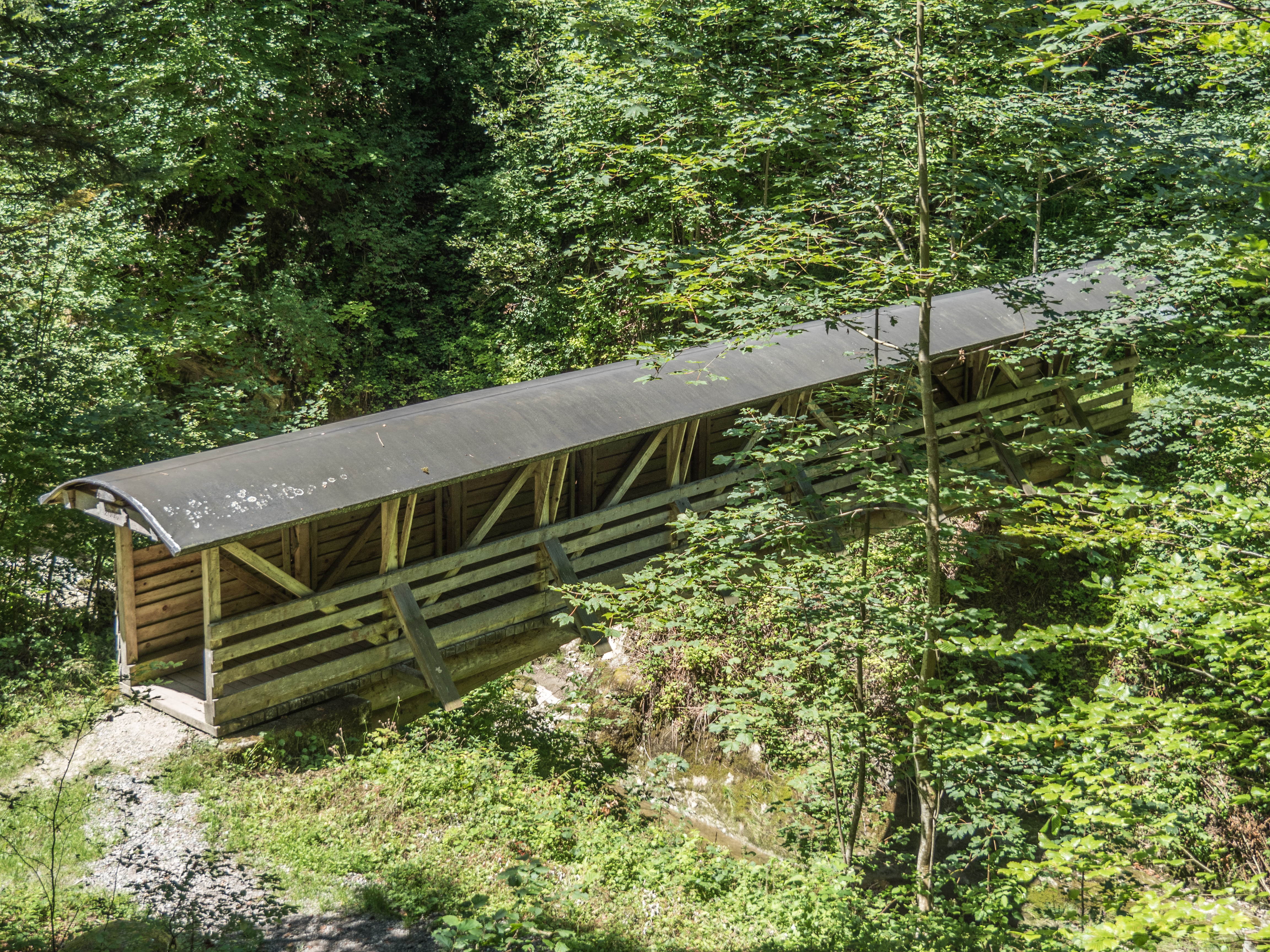
Staubenlochbrücke über den Gstaldenbach (erstellt 2005)